# 小行星9225
小行星9225（英語：9225 Daiki）是一颗围绕太阳公转的小行星。1996年1月10日，小林隆男在大泉天文台发现了此天体。
这颗小行星的绝对星等为223.2973797750445等。